# みやさかたかし
みやさかたかしは、日本の漫画家、同人作家。男性。2月13日生まれ。神奈川県横須賀市出身。

## 経歴
矢野健太郎のアシスタントとして働きながら師事。1983年（昭和58年）頃から同人活動を始めるとともに、1986年（昭和61年）頃から商業活動も開始した。ゲーム雑誌や少年向け雑誌でイラストや小品を描いたり、同人活動の経験を活かして徳間書店のパソコンゲーム雑誌『テクノポリス』で同人ソフトの解説を行ったり、などの仕事が主だった。
1990年（平成2年）4月より『CANDY TIME 海賊版』（富士美出版刊）誌上に「APPLE☆STRIKE!」の連載を開始し、漫画家として独り立ちした。その後『CANDY TIME 海賊版』誌を拠点として「あくてぃぶCHASER」「ふぇありぃすぺぇす -Formula DOLL 016-」の2本の連載を持ち、さらに1992年（平成4年）2月には『サイバーコミックス』（バンダイ出版課刊）で「もののけPRESENT」、同年8月には『ペンギンクラブ増刊号』（辰巳出版刊）誌で「うっどぱぁくのすくいれる」といくつもの連載を持つようになった。1993年（平成5年）から1995年（平成7年）にかけてはコミックボンボンで懸賞当選者発表ページのカットを担当していた（途中よりペンネームを「みやさかのりあき」に変更）。
しかし「もののけPRESENT」が1992年（平成4年）10月に『サイバーコミックス』が休刊となって中断した後、1994年（平成6年）7月に『バトルエンジェルス』（ラポート刊）、同年12月に『コミックWill』（ラポート刊）と渡り歩いた末に途絶してしまう。それに続くように1995年（平成7年）2月、『カイザーペンギン』（『ペンギンクラブ増刊号』の改題）の廃刊により「うっどぱぁくのすくいれる」の連載が途絶。1996年（平成8年）4月には『CANDY TIME 海賊版』誌休刊により「ふぇありぃすぺぇす -Formula DOLL 016-」の連載が断絶。さらに同年6月新創刊された『コーヒーブレイク』に連載した「てとら☆PACK」も翌1997年（平成9年）2月、単行本仕上げ作業などの仕事の輻輳で入院に至り、休載したのがきっかけとなって打ち切りに遭うなど、雪崩のように連載中断に遭った。
さらに1999年（平成11年）には『コミックジャパン』（ホビージャパン刊）に連載を持つ予定だったが、同誌が創刊号で廃刊し、作品を発表出来なかった。
その後ゲームのアンソロジーなどで細々と商業活動を続けつつ、かつての連載の再録や続編などを同人誌で出したりグッズを販売したりとファン向けの活動を続けていた。
2001年にパチンコをテーマにした四コマ「ななみまっしぐら」が軌道に乗り、雑誌連載に復帰する。『チャンピオンREDいちご』（秋田書店刊）に短編を描くなどの動きも見られる。

## その他
- 仕事の気分転換にパチンコを打つのが楽しみ。「ななみまっしぐら」もこのたまものである。
- あとがき等に登場する自画像は「一頭身ヘルメット男」である。以前は「サングラスの青年」で、こちらの方が実際の姿に似ているといわれる。「ななみまっしぐら」に登場する「のりさん」にディテールが受け継がれており分身と目されたこともあるが、本人は否定している。
- 師・矢野健太郎のことは「殿」と呼んでおり、完全独立した現在も親しく交誼を結んでいる。
- 連載は上述のように断絶・打ち切りが相次いだためいずれも期間が短い。現在最長の「ななみまっしぐら」以前は、定期連載としては「あくてぃぶCHASER」の3年半が最長だった。
- 単行本は雑誌連載復帰後の「ななみまっしぐら」以外には、未完の「もののけPRESENT」全2巻のみである。他作品、3年半も連載された「あくてぃぶCHASER」すら単行本として上梓されていない。「もののけPRESENT」も版元のラポートの倒産により平成15年（2003年）10月をもって絶版となった。
- 過去の連載作の中でも「もののけPRESENT」には並々ならぬ思い入れがあり、2巻の巻末で「書き下ろしも辞さない、駄目なら同人でも何とかしたい」と熱意を見せていた。しかしその後、再開の目途は立っていない。
- テクノポリスで仕事をしていた頃に、徳間書店・テクノポリスソフトレーベルのゲーム原画を担当していた事がある。ほとんどが他の原画家との共同名義となっており、ゲーム1本全ての原画を担当したのは、1990年のファミリーコンピュータ向け脱衣麻雀「まじゃべんちゃー 麻雀戦記」のみである。

## 作品リスト
以下、商業作品として発表されたものを掲載する。ただし初期の企画物や小品、アンソロジーコミックスの作品は除く。

### 連載中
2023年現在なし

### 連載終了
- 「APPLE☆STRIKE!」 （全11話）

『CANDY TIME 海賊版』（富士美出版刊）
1990年4月-1991年3月、1992年2月
- 「あくてぃぶCHASER」（全40話）

『CANDY TIME 海賊版』
1991年4月-1994年10月
- 「もののけPRESENT」（連載時6話、単行本化時8話・未完）

『サイバーコミックス』（バンダイ出版課刊）→『バトルエンジェルス』（ラポート刊）→『コミックWill』（ラポート刊）
1992年2-8月・1994年7月-1995年7月
- 「うっどぱぁくのすくいれる」 （8話・未完）

『ペンギンクラブ増刊号』→『カイザーペンギン』（辰巳出版刊）
1992年8月-1993年2月、1994年2-6月、1995年2月
- 「APPLE☆STRIKE! FX」 （全4話）

『CANDY TIME 花工房』（富士美出版刊）
1992年9月-1993年1月
- 「ふぇありぃすぺぇす -Formula DOLL 016-」（18話・未完）

『CANDY TIME 海賊版』（富士美出版刊）
1994年10月-1996年3月
- 「てとら☆PACK」 （7話・未完）

『コーヒーブレイク』（富士美出版刊）
1996年6-11月・1997年2月
- 「ななみまっしぐら」

『まんがタイムジャンボ』（芳文社刊）
2001年5月-2008年3月（過去には『まんがタイムスペシャル』『まんがタイムポップ』にも掲載）
- 「ますたぁDOG」

『まんがタイムジャンボ』（芳文社刊）
2008年5月-2009年10月

### その他
- 「スクラップ　スクランブル」（コミックボンボン1993年4月増刊　春休みジャンボ増刊号）　-　「みやさかのりあき」名義
- 「機動戦士ガンダム0079灼熱の追撃」（バンダイ出版課） - 挿絵